# Trevor Reekers
Trevor Reekers (21 juni 1988) is een Nederlandse stemacteur en muzikant. Hij is zoon van zanger Edward Reekers en zong mee op diens album Stages.
Hij sprak toen hij 7 jaar was zijn eerste film in. Zijn bekendste rol is die van Harry Potter in de gelijknamige filmreeks.
Vanaf zijn vijftiende is hij bezig met het maken van muziek en heeft hij onder de pseudoniem, Kamiloto, zijn eerste EP uitgebracht: 'Walking on Canvas'.

## Nasynchronisatie
- Harry Potter als Harry Potter
- Hannah Montana  als Jackson Stewart
- Hannah Montana: The Movie als Jackson Stewart
- Waterschapsheuvel als Pipkin
- Avatar: De Legende van Aang als Sokka
- Avatar: De Legende van Korra als Mako
- American Dragon: Jake Long als Spud
- Danny Phantom als Danny Phantom
- Huntik als Lok
- Het hotelleven van Zack en Cody als diverse stemmen
- Hotel 13 als Noah
- Phineas en Ferb als Buford
- Star Wars: The Clone Wars als Boba Fett
- Regular Show als Mordecai
- Generator Rex als Rex Salazar
- Zeke & Luther als Zeke Falcone
- Ben 10 (2016) als Kevin Levin
- The Suite Life on Deck als diverse stemmen
- Wingin' It als Carl Montclaire
- Alice in Wonderland als Hamish
- Guardians of the Galaxy als Rocket Raccoon
- Disney Infinity spellen als Rocket Raccoon en Hiro
- Steven Universe als Jaspis
- GhostForce als Andy Baker/Fury
- Batwheels als Bam / Batmobile

- Transformers: Robots in Disguise (2015) als Bumblebee
- Teenage Mutant Ninja Turtles (2012) als Raphael
- Yu-Gi-Oh! (Duel Monsters) als jonge Marik
- Monsters University als Fraternity Brother
- Gravity Falls als Robbie Valentino, Grenda
- Star Wars: Visions als Roden, Tsubaki
- What If...? als diverse stemmen
- Star Wars: Tales of the Jedi als Senator Larik
- Ninjago: Masters of Spinjitzu als Zane
- Skylanders Academy als Kaboom (seizoen 2-3)
- Kiff als Harry Buns
- Droom Producties als diverse stemmen